# مستشفى أريحا الحكومي
مستشفى أريحا الحكومي الجديد هو أحد المستشفيات الحكومية الفلسطينية العاملة في الضفة الغربية والوحيد في محافظة أريحا، تبلغ قدرته السريرية 54 سريرًا، ويعمل فيه 208 موظفًا موزعين على النحو التالي:
| توزيع القوى العاملة في المستشفى (2022) | توزيع القوى العاملة في المستشفى (2022) | توزيع القوى العاملة في المستشفى (2022) | توزيع القوى العاملة في المستشفى (2022) | توزيع القوى العاملة في المستشفى (2022) | توزيع القوى العاملة في المستشفى (2022) | توزيع القوى العاملة في المستشفى (2022) | توزيع القوى العاملة في المستشفى (2022) |
| إدارة وخدمات                           | مهن طبية مساندة                        | قابلة                                  | ممرض                                   | صيدلاني                                | طبيب أسنان واختصاصي                    | طبيب اختصاصي                           | طبيب عام                               |
| -------------------------------------- | -------------------------------------- | -------------------------------------- | -------------------------------------- | -------------------------------------- | -------------------------------------- | -------------------------------------- | -------------------------------------- |
| 44                                     | 33                                     | 12                                     | 71                                     | 3                                      | 0                                      | 18                                     | 27                                     |

## التأسيس
تأسس مستشفى أريحا الحكومي الجديد عام 1998 بتمويل من الحكومة اليابانية بتكلفة 16 مليون دولار، ورمم عام 2011 بتمويل من الوكالة الأمريكية للتنمية الدولية بتكلفة بلغت 3 ملايين دولار.

## المستشفى اليوم
يعد مستشفى أريحا الحكومي مشفى مركزياً وهاماً؛ كونه يقع في منطقة هامة على الصعيد السياسي والسياحي والاقتصادي والديني، وهو الوحيد في محافظة أريحا و منطقة الأغوار التي تشكل سدس مساحة فلسطين، وهي منطقة مهددة ومستهدفة من قبل الاحتلال.
ينفرد مستشفى أريحا الحكومي، بإجراء عمليات الجيوب الأنفية بالمنظار، وهو المستشفى الحكومي الوحيد الذي تُجرى فيه هذا النوع من العمليات، إضافة لإستخدام المناظير في استئصال المرارة وجزء من عمليات المسالك البولية، وتفتيت الحصى في الحالبين. وتم اعتماده كمركزِ تدريب في الجراحة التنظيرية، واعتُمِدَ أيضاً كمركزِ جراحةٍ أمنة.
عام 2014، تم ربط المستشفى بشبكة النظام المعلوماتي المحوسب (HIS)، من أجل أرشفة كافّة الإجراءات الطبية والتعامل معها بشكل سريع وأمن، والاستغناء عن الورق. وفي عام 2017، اعتبرت منظمة الصحة العالمية، المستشفى صديقاً للطفل، لجودة الخدمات الصحيّة والمرافق المخصصة لعلاج الأطفال فيه.

### الخدمات
عام 2016، قدم المستشفى خدماته الطبية لأكثر من 60 ألف مواطن في محافظة أريحا والمناطق المجاورة، حيث قدم خدماته من خلال أقسامه المختلفة، وهي: الطوارئ، العمليات، الكلى، النسائية والتوليد، الأشعة، المختبر وبنك الدم، العيادات الخارجية.